# Avondale (Arizona)
Avondale is een plaats (city) in de Amerikaanse staat Arizona, en valt bestuurlijk gezien onder Maricopa County.

## Demografie
Bij de volkstelling in 2000 werd het aantal inwoners vastgesteld op 35.883.
In 2006 is het aantal inwoners door het United States Census Bureau geschat op 75.403, een stijging van 39520 (110,1%).

## Geografie
Volgens het United States Census Bureau beslaat de plaats een oppervlakte van
107,1 km², waarvan 106,9 km² land en 0,2 km² water.

## Plaatsen in de nabije omgeving
De onderstaande figuur toont nabijgelegen plaatsen in een straal van 24 km rond Avondale.